# Campeonato Sul-Americano de Futebol Sub-17 de 2019
O Campeonato Sul-Americano de Futebol Sub-17 de 2019 foi a 18ª edição da competição organizada pela Confederação Sul-Americana de Futebol (CONMEBOL) para jogadores com até 17 anos de idade. O evento foi realizado no Peru entre os dias 21 de março e 14 de abril.
As quatro equipes melhores colocadas classificaram-se para a Copa do Mundo FIFA Sub-17 de 2019, realizada no Brasil, após a desistência do Peru em sediá-la. Após três edições, o título voltou a ser conquistado pela Argentina, totalizando quatro conquistas no geral. Chile, Paraguai e Equador completaram a lista de classificados ao mundial.

## Equipes participantes
Todas as dez equipes filiadas a CONMEBOL participaram do evento:
| - Argentina - Brasil - Colômbia - Paraguai - Uruguai | - Bolívia - Chile - Equador - Peru - Venezuela |

## Sede
Todos os jogos foram em Lima, no Estádio Universidad San Marcos.
| Lima                           | Lima |
| ------------------------------ | ---- |
| Estádio Universidad San Marcos | Lima |
| Capacidade: 22 000             | Lima |
| 12° 03′ 25″ S, 77° 04′ 30″ O   | Lima |
|                                | Lima |

## Árbitros
A Comissão de Árbitros da CONMEBOL selecionou dez árbitros e vinte assistentes para o torneio, além de três árbitros de suporte.
| Árbitros              | Assistentes                                  |
| --------------------- | -------------------------------------------- |
| ARG Fernando Espinoza | ARG Maximiliano Del Yesso ARG Pablo González |
| BOL Ivo Méndez        | BOL Reluy Vallejos BOL Ariel Guizada         |
| BRA Rodolpho Toski    | BRA Fabrício Vilarinho BRA Guilherme Camilo  |
| CHI Cristian Garay    | CHI Alejandro Molina CHI Claudio Urrutia     |
| COL Carlos Herrera    | COL Sebastián Vela COL John Gallego          |

| Árbitros                                      | Assistentes                           |
| --------------------------------------------- | ------------------------------------- |
| ECU Luis Quiroz ECU Franklin Congo[Ar]        | ECU Edwin Bravo ECU Flavio Nall       |
| PAR Juan Gabriel Benítez PAR Derlis López[Ar] | PAR Rodney Aquino PAR Carlos Cáceres  |
| PER Kevin Ortega                              | PER Coty Carrera PER Jesús Sánchez    |
| URU Gustavo Tejera URU Andrés Matonte[Ar]     | URU Horacio Ferreiro URU Martín Soppi |
| VEN Ángel Arteaga                             | VEN Lubin Torrealba VEN Alberto Ponte |

- Ar ^ Árbitro de suporte

## Fórmula de disputa
As dez equipes participantes foram divididas em dois grupos de cinco para a disputa da primeira fase, onde enfrentaram os adversários dentro do grupo, totalizando quatro partidas para cada. As três equipes com o maior número de pontos em cada grupo avançaram para a fase final, disputada no sistema de todos contra todos. A equipe que somou o maior número de pontos ao final das cinco partidas foi declarada campeã sul-americana sub-17 e se classificou à Copa do Mundo FIFA Sub-17 de 2019, assim como o vice-campeão, o terceiro e o quarto colocados. Caso o Brasil terminasse entre os quatro primeiros, o quinto colocado também se classificaria.
Em caso de empate por pontos, a classificação se determina através dos seguintes critérios, seguindo a ordem:
1. Saldo de gols
2. Número de gols a favor (gols pró)
3. Confronto direto entre as equipes empatadas (apenas duas equipes)
4. Sorteio

## Primeira fase
Todas as partidas seguem o fuso horário do Peru (UTC−5).

### Grupo A
| Pos. | Seleção   | P | J | V | E | D | GP | GC | SG |
| ---- | --------- | - | - | - | - | - | -- | -- | -- |
| 1    | Peru      | 8 | 4 | 2 | 2 | 0 | 5  | 1  | +4 |
| 2    | Chile     | 7 | 4 | 2 | 1 | 1 | 9  | 3  | +6 |
| 3    | Equador   | 7 | 4 | 2 | 1 | 1 | 5  | 5  | 0  |
| 4    | Venezuela | 5 | 4 | 1 | 2 | 1 | 6  | 7  | –1 |
| 5    | Bolívia   | 0 | 4 | 0 | 0 | 4 | 4  | 13 | –9 |

| 21 de março | Venezuela | 1 – 1     | Equador  | Estádio Universidad San Marcos, Lima |
| 17:10       | Peña 88'  | Relatório | Vite 85' | Árbitro: PAR Juan Gabriel Benítez    |

| 21 de março | Peru | 0 – 0     | Chile | Estádio Universidad San Marcos, Lima |
| 19:30       |      | Relatório |       | Árbitro: ARG Fernando Espinoza       |

| 23 de março | Equador  | 1 – 0     | Bolívia | Estádio Universidad San Marcos, Lima |
| 17:10       | Mina 30' | Relatório |         | Árbitro: COL Carlos Herrera          |

| 23 de março | Peru | 0 – 0     | Venezuela | Estádio Universidad San Marcos, Lima |
| 19:30       |      | Relatório |           | Árbitro: BRA Rodolpho Toski          |

| 25 de março | Bolívia                                       | 3 – 5     | Venezuela                                           | Estádio Universidad San Marcos, Lima |
| 17:10       | Chura 45' (pen.) · Tomé 67' (pen.) · Peña 80' | Relatório | De Santis 6', 20', 77' · Ruggieri 35' · Carmona 70' | Árbitro: URU Andrés Matonte          |

| 25 de março | Equador              | 3 – 2     | Chile                  | Estádio Universidad San Marcos, Lima |
| 19:30       | Mina 35', 66', 90+1' | Relatório | Aravena 6' · Tapia 16' | Árbitro: PAR Derlis López            |

| 27 de março | Chile                              | 3 – 0     | Venezuela | Estádio Universidad San Marcos, Lima |
| 17:10       | Flores 26' · Rojas 31' · Tapia 34' | Relatório |           | Árbitro: ARG Fernando Espinoza       |

| 27 de março | Peru                                | 3 – 1     | Bolívia   | Estádio Universidad San Marcos, Lima |
| 19:30       | Figueroa 41' · Celi 64' · Caipo 90' | Relatório | Chura 48' | Árbitro: COL Carlos Herrera          |

| 29 de março | Bolívia | 0 – 4     | Chile                                              | Estádio Universidad San Marcos, Lima |
| 17:10       |         | Relatório | González 17' · Tati 58' · Belmar 71' · Rojas 90+1' | Árbitro: PAR Juan Gabriel Benítez    |

| 29 de março | Peru                            | 2 – 0     | Equador | Estádio Universidad San Marcos, Lima |
| 19:30       | Pinto 10' (pen.) · Figueroa 23' | Relatório |         | Árbitro: BRA Rodolpho Toski          |

### Grupo B
| Pos. | Seleção   | P | J | V | E | D | GP | GC | SG |
| ---- | --------- | - | - | - | - | - | -- | -- | -- |
| 1    | Uruguai   | 7 | 4 | 2 | 1 | 1 | 8  | 5  | +3 |
| 2    | Paraguai  | 7 | 4 | 2 | 1 | 1 | 8  | 7  | +1 |
| 3    | Argentina | 7 | 4 | 2 | 1 | 1 | 7  | 6  | +1 |
| 4    | Brasil    | 7 | 4 | 2 | 1 | 1 | 7  | 8  | –1 |
| 5    | Colômbia  | 0 | 4 | 0 | 0 | 4 | 4  | 8  | –4 |

| 22 de março | Uruguai                                | 3 – 0     | Argentina | Estádio Universidad San Marcos, Lima |
| 17:10       | Gutiérrez 2' · Olivera 5' · Ocampo 90' | Relatório |           | Árbitro: CHI Cristian Garay          |

| 22 de março | Brasil                       | 3 – 2     | Paraguai                       | Estádio Universidad San Marcos, Lima |
| 19:30       | Reinier 2', 37' · Peglow 84' | Relatório | López 52' · Noguera 61' (pen.) | Árbitro: ECU Luis Quiroz             |

| 24 de março | Argentina                    | 2 – 1     | Colômbia    | Estádio Universidad San Marcos, Lima |
| 17:10       | Fernández 45' · Zeballos 83' | Relatório | Campaña 88' | Árbitro: PER Kevin Ortega            |

| 24 de março | Brasil            | 1 – 1     | Uruguai    | Estádio Universidad San Marcos, Lima |
| 19:30       | Gabriel Veron 67' | Relatório | Milans 84' | Árbitro: BOL Ivo Méndez              |

| 26 de março | Colômbia         | 1 – 2     | Uruguai                     | Estádio Universidad San Marcos, Lima |
| 17:10       | Arroyo 6' (pen.) | Relatório | Machado 15' · Cartagena 37' | Árbitro: ECU Franklin Congo          |

| 26 de março | Argentina                 | 2 – 2     | Paraguai         | Estádio Universidad San Marcos, Lima |
| 19:30       | Palacios 12' · Amione 78' | Relatório | Peralta 18', 41' | Árbitro: VEN Ángel Arteaga           |

| 28 de março | Paraguai                               | 3 – 2     | Uruguai                    | Estádio Universidad San Marcos, Lima |
| 17:10       | D. Duarte 8' · Peralta 55' · López 81' | Relatório | Olivera 49' · Alaniz 90+3' | Árbitro: CHI Cristian Garay          |

| 28 de março | Brasil                                | 3 – 2     | Colômbia                     | Estádio Universidad San Marcos, Lima |
| 19:30       | Patryck 44' · Reinier 59' · Henri 67' | Relatório | Y. Mosquera 53' · Cuesta 86' | Árbitro: VEN Ángel Arteaga           |

| 30 de março | Colômbia | 0 – 1     | Paraguai      | Estádio Universidad San Marcos, Lima |
| 17:10       |          | Relatório | D. Duarte 68' | Árbitro: BOL Ivo Méndez              |

| 30 de março | Brasil | 0 – 3     | Argentina                                      | Estádio Universidad San Marcos, Lima |
| 19:30       |        | Relatório | Godoy 36' (pen.) · Palacios 54' · Amione 90+2' | Árbitro: ECU Luis Quiroz             |

## Fase final
| Pos. | Seleção   | P  | J | V | E | D | GP | GC | SG |
| ---- | --------- | -- | - | - | - | - | -- | -- | -- |
| 1    | Argentina | 10 | 5 | 3 | 1 | 1 | 7  | 4  | +3 |
| 2    | Chile     | 10 | 5 | 3 | 1 | 1 | 8  | 6  | +2 |
| 3    | Paraguai  | 6  | 5 | 1 | 3 | 1 | 5  | 6  | –1 |
| 4    | Equador   | 5  | 5 | 1 | 2 | 2 | 7  | 8  | –1 |
| 5    | Peru      | 5  | 5 | 1 | 2 | 2 | 6  | 8  | –2 |
| 6    | Uruguai   | 4  | 5 | 1 | 1 | 3 | 10 | 11 | –1 |

| 2 de abril | Chile       | 1 – 0     | Equador | Estádio Universidad San Marcos, Lima |
| 16:30      | Aravena 80' | Relatório |         | Árbitro: BOL Ivo Méndez              |

| 2 de abril | Uruguai                  | 2 – 2     | Paraguai                      | Estádio Universidad San Marcos, Lima |
| 18:50      | Gutiérrez 11' · Siri 22' | Relatório | Presentado 7' · O. Colmán 12' | Árbitro: BRA Rodolpho Toski          |

| 2 de abril | Peru | 0 – 0     | Argentina | Estádio Universidad San Marcos, Lima |
| 21:10      |      | Relatório |           | Árbitro: COL Nicolás Gallo           |

| 5 de abril | Paraguai   | 1 – 1     | Equador   | Estádio Universidad San Marcos, Lima |
| 16:30      | Ovelar 70' | Relatório | Plúas 43' | Árbitro: COL Carlos Herrera          |

| 5 de abril | Uruguai | 0 – 1     | Argentina  | Estádio Universidad San Marcos, Lima |
| 18:50      |         | Relatório | Sforza 46' | Árbitro: VEN Juan Soto               |

| 5 de abril | Peru                    | 2 – 3     | Chile                               | Estádio Universidad San Marcos, Lima |
| 21:10      | Celi 54' · Figueroa 56' | Relatório | Aravena 16' · Tapia 34' · Rojas 45' | Árbitro: BRA Bráulio Machado         |

| 8 de abril | Chile | 0 – 2     | Argentina            | Estádio Universidad San Marcos, Lima |
| 16:30      |       | Relatório | Godoy 1', 38' (pen.) | Árbitro: BOL Juan Nelio García       |

| 8 de abril | Uruguai                                       | 4 – 1     | Equador  | Estádio Universidad San Marcos, Lima |
| 18:50      | Arezo 45+3', 48', 58' · P. Delgado 68' (g.c.) | Relatório | Vite 11' | Árbitro: BRA Rodolpho Toski          |

| 8 de abril | Peru | 0 – 2     | Paraguai                   | Estádio Universidad San Marcos, Lima |
| 21:10      |      | Relatório | Presentado 8' · Ovelar 49' | Árbitro: VEN Ángel Arteaga           |

| 11 de abril | Paraguai | 0 – 3     | Argentina                                         | Estádio Universidad San Marcos, Lima |
| 16:30       |          | Relatório | Krilanovich 22' · Medina 41' (pen.) · Velasco 85' | Árbitro: BRA Bráulio Machado         |

| 11 de abril | Uruguai                 | 2 – 4     | Chile                                      | Estádio Universidad San Marcos, Lima |
| 18:50       | Arezo 18' · Olivera 19' | Relatório | Rojas 60' · Osses 64', 90+3' · Aravena 88' | Árbitro: VEN Juan Soto               |

| 11 de abril | Peru     | 1 – 1     | Equador     | Estádio Universidad San Marcos, Lima |
| 21:10       | Celi 52' | Relatório | Mercado 23' | Árbitro: COL Nicolás Gallo           |

| 14 de abril | Peru                                         | 3 – 2     | Uruguai                  | Estádio Universidad San Marcos, Lima |
| 16:30       | Pinto 42' (pen.), 48' (pen.) · Llontop 90+3' | Relatório | Arezo 8' · Juambeltz 86' | Árbitro: BRA Rodolpho Toski          |

| 14 de abril | Chile | 0 – 0     | Paraguai | Estádio Universidad San Marcos, Lima |
| 18:50       |       | Relatório |          | Árbitro: COL Carlos Herrera          |

| 14 de abril | Equador                                 | 4 – 1     | Argentina    | Estádio Universidad San Marcos, Lima |
| 21:10       | Mina 56', 65' · Mercado 64' · Mejía 76' | Relatório | Palacios 48' | Árbitro: VEN Ángel Arteaga           |

## Premiação
| Campeonato Sul-Americano Sub-17 de 2019 |
| Argentina                               |
| --------------------------------------- |
| ARGENTINA Campeã (4º título)            |

## Artilharia
6 gols (1)
- ECU Johan Mina

5 gols (1)
- URU Matías Arezo

4 gols (2)
- CHI Alexander Aravena
- CHI Luis Rojas

3 gols (10)
- ARG Matías Godoy
- ARG Matías Palacios
- BRA Reinier
- CHI Gonzalo Tapia
- PAR Fabrizio Peralta
- PER Nicolás Figueroa
- PER Óscar Pinto
- PER Yuriel Celi
- URU Cristian Olivera
- VEN Jeriel De Santis

2 gols (10)
- ARG Bruno Amione
- BOL Jeyson Chura
- CHI Benjamín Osses
- ECU John Mercado
- ECU Pedro Vite
- PAR Diego Duarte
- PAR Fernando Ovelar
- PAR Fernando Presentado
- PAR Rodrigo López
- URU Juan Manuel Gutiérrez

1 gol (36)
- ARG Alan Velasco
- ARG Cristian Medina
- ARG Exequiel Zeballos
- ARG Ignacio Fernández
- ARG Juan Pablo Krilanovich
- ARG Juan Sforza
- BOL Adrián Peña
- BOL Robson Tomé
- BRA Gabriel Veron
- BRA Henri
- BRA Patryck
- BRA Peglow
- CHI Daniel González
- CHI David Tati
- CHI Matías Belmar
- CHI Patricio Flores
- COL Andrés Arroyo
- COL Johan Campaña
- COL Juan Manuel Cuesta
- COL Yoni Mosquera
- ECU Adrián Mejía
- ECU Erick Plúas
- PAR Junior Noguera
- PAR Orlando Colmán
- PER Mathías Llontop
- PER Rafael Caipo
- URU Alexander Machado
- URU Enzo Siri
- URU Kevin Alaniz
- URU Matías Ocampo
- URU Maximiliano Juambeltz
- URU Pedro Milans
- URU Santiago Cartagena
- VEN Luis Ángel Peña
- VEN Oswaldo Ruggieri
- VEN Wikelman Carmona

Gols contra (1)
- ECU Patrickson Delgado (para o Uruguai)